# عبد الرحمن الفيصل بن عبد العزيز آل سعود
الأمير عبد الرحمن بن فيصل بن عبد العزيز آل سعود هو الإبن الخامس للملك فيصل بن عبد العزيز آل سعود ولد عام 1941 وتوفي بتاريخ 4 جمادى الأولى 1435 هـ الموافق 5 مارس 2014 تخرج من أكاديمية ساندهيرست العسكرية عام 1963، وعمل قائدا لسلاح الدبابات ثم تقاعد من الخدمة العسكرية وتفرغ لأعماله الخاصة. توفى في يوم الأربعاء 1435/05/04 هـ.
زوجته الاميرة موضي بنت خالد بن عبد العزيز ال سعود.

## أبنائه
1. الأمير سعود بن عبد الرحمن الفيصل بن عبد العزيز آل سعود، له من الأبناء(الأمير عبدالرحمن،الأميرة موضي،والأميرة صيتة.
2. الأمير بندر بن عبد الرحمن الفيصل بن عبد العزيز آل سعود
3. الأميرة البندري بن عبد الرحمن الفيصل بن عبد العزيز آل سعود (متوفاه)
4. الأميرة سارة بنت عبد الرحمن الفيصل بن عبد العزيز آل سعود
5. الأميرة هناء بنت عبدالرحمن الفيصل بن عبدالعزيز آل سعود

## وفاته
توفي الأمير عبد الرحمن بن فيصل بن عبد العزيز آل سعود يوم الأربعاء 4 جمادى الأولى 1435هـ الموافق 5 مارس 2014، عن عمر يناهز (73) عاماً، وصلى عليه بعد صلاة عصر يوم الخميس الموافق 5 جمادى الأولى 1435 هـ الموافق 6 مارس 2014 في جامع الإمام تركي بن عبد الله في مدينة الرياض.